# Columbo: Ein Hauch von Mord
Ein Hauch von Mord (Originaltitel: Lovely but Lethal, Alternativtitel: Schön um jeden Preis) ist eine erstmals im Rahmen der NBC-Sunday-Mystery-Movie-Serie gesendete Episode der Kriminalfilm-Reihe Columbo aus dem Jahr 1973. Die deutschsprachige Erstausstrahlung der ersten Folge der dritten Staffel folgte 1975 im Deutschen Fernsehen. Die US-amerikanische Schauspielerin Vera Miles verkörpert als Kosmetikherstellerin und Doppelmörderin Viveca Scott die Gegenspielerin von Inspektor Columbo, dargestellt von Peter Falk.

## Handlung
Viveca Scott ist Besitzerin eines Firmenimperiums für Produkte und Dienstleistungen der Gesundheits- und Schönheitsindustrie. Aufgrund der Erfolge des in derselben Branche tätigen erbitterten Konkurrenten David Lang laufen die Geschäfte jedoch schlecht. Eine neuartige Anti-Falten-Creme soll zu einem wichtigen Umsatzträger werden. Doch kurz vor dem Beginn der Vermarktung stellt der leitende Entwickler Dr. Murcheson in einem abschließenden Test fest, dass die Rezeptur wirkungslos ist. Langs Sekretärin Shirley Blane, die als verdeckte Informantin eigene Ambitionen verfolgt und einen beruflichen Aufstieg anstrebt, bringt Scott auf die Spur von Karl Lessing. Der Chemiker hatte die jüngsten Proben manipuliert und die gestohlene Formel dem Meistbietenden – in diesem Fall Lang – angeboten. Scott sucht ihren Mitarbeiter und ehemaligen Geliebten auf, um ihn zur Übergabe der Formel zu bewegen. Obwohl sie ihm nicht nur in finanzieller Hinsicht entgegenkommt, bleibt Lessing höhnisch und unnachgiebig. Im Affekt erschlägt sie ihn mit einem Labormikroskop und verletzt sich dabei an der Hand. Anschließend nimmt Scott die letzte verbliebene Cremedose an sich und verlässt das Haus.
Nachdem die Leiche am nächsten Morgen entdeckt worden ist, nimmt Inspektor Columbo während der Ermittlungen am Tatort einige Details zur Kenntnis: Auf dem Teppich liegen kleine Glasscherben, die mit seiner Hand in Berührung gekommen sind. In einem Mehlbehälter muss sich ein weiteres Gefäß befunden haben. Zudem wurden mehrfach Dollarbeträge in eine Zeitschrift geschrieben. Ferner hatte Lessing offenbar in Erwartung einer größeren Geldsumme kostspielige Reisepläne. Der Inspektor befragt Scott zu den offenen Punkten und deutet an, dass die Indizien auf einen weiblichen Täter schließen lassen. In diesem Zusammenhang bemerkt er auch das Fehlen ihres Schönheitsfleckes im Vergleich zu ihrem öffentlichen Erscheinungsbild. Diese beiläufige Beobachtung ist bedeutsam, weil die handschriftlichen Notizen in der Illustrierten von einem schwarzen Augenbrauenstift stammen. Der nachfolgende Besuch bei Lang bringt hingegen keine neuen Erkenntnisse. In der Gewissheit über die Unschuld ihres Vorgesetzten verabredet sich Blane mit Scott und erpresst sie mit dem naheliegenden Verdacht, für den Mord verantwortlich zu sein. Bei einer späteren Verabredung, in der über die Anstellung Blanes in einer leitenden Position verhandelt werden soll, gelingt es Scott, der nikotinabhängigen Mitwisserin eine mit Gift präparierte Zigarette unterzuschieben. Auf der Rückfahrt verliert Blane die Kontrolle über ihren Wagen und verunglückt tödlich.
Indes plagt Columbo seit dem Beginn der Untersuchungen ein ständiger Juckreiz an der Hand, der von einer Berührung mit Giftsumach ausgelöst wurde – eine Kletterpflanze, die an der Westküste der Vereinigten Staaten aber nicht verbreitet ist. Er berichtet Scott, die Handschuhe trägt und sich ebenfalls unaufhörlich kratzt, von seinen Nachforschungen: Lessing hatte bei den Experimenten in seinem Haus chemische Verbindungen aus der Stoffgruppe der Urushiole verwendet. Scott ist alarmiert: Möglicherweise hatte Lessing gelogen und das angebliche „Wundermittel“ gegen Falten nur erfunden. Aus diesem Grund bittet sie Dr. Murcheson um eine Analyse der entwendeten Probe. Als sie die Cremedose aus ihrem Büro holen möchte, trifft die Polizei zu einer Hausdurchsuchung ein. Noch bevor die Beamten das Zimmer erreichen, wirft Scott das potenziell wertvolle Beweisstück schweren Herzens in das Meer. Der Inspektor verhaftet sie trotzdem und rekonstruiert die Tat: Der am Mikroskop befindliche Objektträger zerbrach beim Schlag auf den Kopf des Opfers und setzte die allergene Substanz frei. Da die Ärzte zweifelsfrei belegen werden, dass auch Scotts Beschwerden auf dieselbe Ursache zurückzuführen sind, kann sie den Mord nicht länger leugnen.

## Hintergrund
Der englische Originaltitel lautet übersetzt „Schön, aber tödlich“ und bezieht sich auf den Charakter der Antagonistin Viveca Scott.
Im Thriller Psycho von Alfred Hitchcock, in dem Vera Miles eine Nebenrolle spielt, sagt der von Anthony Perkins dargestellte Norman Bates am Filmende über seine verstorbene Mutter “Why, she wouldn’t even harm a fly.” (deutsch: „Nicht einmal einer Fliege kann sie etwas zuleide tun.“). In dieser Episode greift Scott das Zitat in abgewandelter Form wieder auf: “I didn’t kill Karl Lessing. I couldn’t kill a fly.” (deutsch: „Ich habe Karl Lessing nicht getötet. Ich könnte keiner Fliege was zuleide tun.“)

## Besetzung und Synchronisation
Die deutschsprachige Synchronfassung entstand im Jahr 1975 bei der Studio Hamburg Synchron nach einem Dialogbuch von Werner Bruhns.
| Figur              | Darsteller         | Deutscher Sprecher |
| ------------------ | ------------------ | ------------------ |
| Lieutenant Columbo | Peter Falk         | Klaus Schwarzkopf  |
| Gaststars          |                    |                    |
| Viveca Scott       | Vera Miles         | Marianne Wischmann |
| Karl Lessing       | Martin Sheen       | Christoph Bantzer  |
| Shirley Blane      | Sian Barbara Allen | Marion Martienzen  |
| David Lang         | Vincent Price      | Richard Münch      |
| Weitere Darsteller |                    |                    |
| Ferdy              | Gino Conforti      | Wolfgang Draeger   |
| Jerry              | Colby Chester      | Joachim Richert    |
| Dr. Murcheson      | Fred Draper        | Friedrich Schütter |
| Chemielaborant     | Bruce Kirby        | Lothar Grützner    |
| Sergeant           | John Finnegan      | Otto Kuhlmann      |
| Spurensicherer     | Marc Hannibal      | Gottfried Kramer   |
| Polizist           | David Toma         | Christian Mey      |

## Rezeption
Die Fernsehzeitschrift TV Spielfilm vergab eine positive Wertung (Daumen hoch): „Kein Highlight, aber echter Promi-Auftrieb.“
Der Autor Michael Striss wertete mit einem von vier Sternen (mangelhaft). Er kritisierte insbesondere das uninspirierte Drehbuch: „Der Start der dritten Serienstaffel kann nicht sonderlich überzeugen. Es tauchen nur wenige Kultmotive auf. Gerade mit dem Einbruch des Schmuddel-Cops in eine Welt, in der nur äußere Schönheit zählt, hätten weitere Pointen auf der Hand gelegen. Die Chance wurde nicht genutzt. Außerdem ist die Handlung so voraussehbar wie selten. Auch die Hitchcock-Actrice Vera Miles vermag daran nichts zu ändern. Die einzige Überraschung besteht in dem Umstand, dass es ausnahmsweise einmal nicht Vincent Price ist, der sich mit Blut besudelt.“
Der Autor Mark Dawidziak ergänzte: „Obwohl schön gespielt, besitzt Ein Hauch von Mord eine relativ schwache Auflösung. Columbos Fall beruht auf der Tatsache, dass sowohl er als auch Viveca allergisch auf Giftsumach reagiert haben. Selbstverständlich könnte sie immer behaupten, dass die Übertragung durch das Händeschütteln mit ihm verursacht wurde! Es ist zwar ein hübsches Indiz, aber nicht schlüssig. Tatsächlich spielten Hargrove und Kibbee zu Beginn der dritten Staffel ihre schwächste Karte aus. Dennoch ist die Besetzung selbst für Columbo-Verhältnisse stark.“